# Van Starkenborgh (woonwijk)
Van Starkenborgh is een buurt en woonwijk in het noordoosten van de stad Groningen. De buurt vormt onderdeel van de wijk Noordoost en ligt tussen het Van Starkenborghkanaal en de oude loop van de Hunze. Ten noordoosten van die loop ligt de buurt De Hunze. De woonwijk is aangelegd op het terrein van het voormalige Sportpark Van Starkenborgh. De straten zijn vernoemd naar bekende oud-voetballers uit Groningen.